# Éric Poujade
Pour les articles homonymes, voir Poujade.
Éric Poujade, né le 8 août 1972 à Aix-en-Provence (Bouches-du-Rhône) et mort le 1er juillet 2024 à Marseille,,, est un gymnaste français qui a gagné de nombreuses médailles à son agrès de prédilection, le cheval d'arçons.

## Biographie
Fils d'un entraîneur de gymnastique, il intègre l'Institut national du sport, de l'expertise et de la performance (INSEP), mais ne supporte pas le difficile climat de l'internat. Il continue sa formation à la Société Municipale de gymnastique d’Orléans (SMO) dans le département du Loiret, puis intègre l'équipe de France.
À l'issue de sa carrière sportive, il travaille pour un fabricant de matériel de gymnastique, Gymnova, dont il devient responsable technico-commercial régional.

## Palmarès

### Jeux olympiques
- Sydney 2000
  -  médaille d'argent au cheval d'arçons

### Championnats du monde
- Brisbane 1994
  -  médaille d'argent au cheval d'arçons

- Lausanne 1997
  -  médaille d'argent au cheval d'arçons

### Championnats d'Europe
- Prague 1994
  -  médaille d'argent au cheval d'arçons

- Copenhague 1996
  - 4e au cheval d'arçons

- Saint-Pétersbourg 1998
  -  médaille d'or au cheval d'arçons
  -  médaille d'or par équipes

- Brême 2000
  -  médaille d'argent au cheval d'arçons